# Coração de Cowboy
Coração de Cowboy é um filme de drama musical brasileiro de 2018, dirigido por Gui Pereira, a partir de um roteiro dele, Lara Horton e Jonathan London. Foi lançado pela O2 Filmes e conta com Gabriel Sater, Thaila Ayala, Thaís Pacholek, Jackson Antunes e Françoise Forton nos personagens principais, além das participações especiais de Chitãozinho e Xororó. Conta a história de um cantor sertanejo que perde seu contrato com a gravadora após se recusar a mudar seu estilo musical e volta à sua terra natal.

## Sinopse
O cantor sertanejo Lucca (Gabriel Sater) é um sucesso de mídia e conhecido por suas músicas "chicletes", que caem sempre no gosto popular, compostas a partir da demanda feita por sua empresária, Iolanda (Françoise Forton), sem levar em consideração o sentimento do artista com sua obra e gosto musical. Após uma discussão com a gravadora na produção de seu novo disco, Lucca abandona a cidade grande e volta para sua cidade natal, no interior, para buscar inspirações para compor sua músicas com maior autenticidade. Nessa volta para casa, ele se reconecta com seu pai, Joaquim (Jackson Antunes), e também reencontra com seu amor de infância e antiga parceira de composições, Paula (Thaila Ayala).

## Elenco
- Gabriel Sater como Lucca
- Thaila Ayala como Paula
- Jackson Antunes como Joaquim
- Thaís Pacholek como Marcelle
- Françoise Forton como Iolanda
- Nayara Castro como Anna
- Rosana Penna como Teresa
- Guile Branco como Tião
- Enrico Lima como Lucca (criança)
- Giulia Nassa como Marcelle (criança)
- Chitãozinho e Xororó como eles mesmos

## Produção
Esse é o primeiro filme do cineasta Gui Pereira. O filme é inspirado na canção Evidências, da dupla sertaneja Chitãozinho e Xororó, que também atua em participações especiais no filme. As filmagens ocorreram em cidades como Jaguariúna e região de Campinas. A trilha sonora do filme é assinada por Lucas Lima. Ao todo, a produção do filme foi orçada em cerca de R$ 1 milhão e não contou com o apoio das leis de incentivo cultural.

## Lançamento
Após percorrer vários festivais em diversos países, como Estados Unidos e França, o filme foi lançado no Brasil a partir de 27 de setembro de 2018 pela O2 Films.

## Recepção

### Bilheteria
O filme teve um modesto alcance de público durante sua exibição nos cinemas. Ao todo, 30.688 espectadores assistiram ao filme nas quase 200 salas de cinema as quais a produção foi distribuída. Segundo a Ancine, a receita total do filme foi de R$ 414.522,00.

### Resposta da crítica
Coração de Cowboy teve recepção mista por parte dos críticos de cinema. No site agregador de resenhas AdoroCinema, o filme detém uma média de 3,2 de 5 estrelas com base em 26 notas e 6 críticas. Em sua crítica ao site Cinepop, Pablo Bazarello avaliou o filme positivamente, escrevendo: "Embora novelesco ou televisivo, Coração de Cowboy tem vontade suficiente para ganhar com sua sinceridade. As relações humanas são o grande núcleo do longa. Fora isso, o insight ao universo específico apresentado se mostra ainda relevante." Susana Schild, do jornal O Globo, pontuou negativamente aspectos técnicos da produção, do roteiro e também das atuações: "Gui Pereira, também corroteirista, investe forte nas boas intenções e sinceridade do projeto, suplantadas por interpretações canhestras, diálogos pueris, excesso de closes e fotografia embaçada na casa noturna, onde desfilam alguns nomes consagrados do gênero." Leonardo Ribeiro, do Papo de Cinema, disse: "Presos a estereótipos e a diálogos meramente funcionais e expositivos, que quando almejam alguma reflexão não fogem aos lugares-comuns, os atores pouco podem fazer."

### Prêmios e indicações
| Ano  | Associações                                 | Categoria                           | Recipiente(s)                              | Resultado | Ref. |
| ---- | ------------------------------------------- | ----------------------------------- | ------------------------------------------ | --------- | ---- |
| 2018 | Desert Rocks Film and Music Event           | Prêmio Melhor do Festival           | Coração de Cowboy                          | Venceu    |      |
| 2018 | Desert Rocks Film and Music Event           | Melhor Filme Estrangeiro            | Coração de Cowboy                          | Venceu    |      |
| 2018 | Desert Rocks Film and Music Event           | Melhor Roteiro                      | Gui Pereira, Lara Horton e Jonathan London | Venceu    |      |
| 2018 | Desert Rocks Film and Music Event           | Melhor Recurso Narrativo            | Gui Pereira                                | Venceu    |      |
| 2018 | Festival De Cinema da Lapa                  | Melhor Ator Coadjuvante             | Jackson Antunes                            | Venceu    |      |
| 2018 | Festival De Cinema da Lapa                  | Melhor Trilha Sonora                | Lucas Lima                                 | Venceu    |      |
| 2018 | Figueira da Foz International Film Festival | Melhor Filme                        | Coração de Cowboy                          | Indicado  |      |
| 2018 | Jerome Indie Film and Music Festival        | Melhor Recurso Narrativo            | Gui Pereira                                | Indicado  |      |
| 2018 | Lake Charles Film Festival                  | Melhor Filme                        | Coração de Cowboy                          | Indicado  |      |
| 2018 | Los Angeles Brazilian Film Festival         | Melhor Filme                        | Coração de Cowboy                          | Indicado  |      |
| 2018 | Los Angeles Brazilian Film Festival         | Melhor Ator Coadjuvante             | Jackson Antunes                            | Venceu    |      |
| 2018 | Los Angeles Brazilian Film Festival         | Melhor Atriz Coadjuvante            | Thaís Pacholek                             | Venceu    |      |
| 2018 | Orlando Film Festival                       | Melhor Filme Internacional          | Coração de Cowboy                          | Venceu    |      |
| 2018 | Paris Art and Movie Awards                  | Melhor Trilha Sonora                | Lucas Lima                                 | Indicado  |      |
| 2018 | Salento International Film Festival         | Melhor Filme                        | Coração de Cowboy                          | Indicado  |      |
| 2018 | San Antonio Film Festival                   | Melhor Filme                        | Coração de Cowboy                          | Indicado  |      |
| 2018 | Scruffy City Film & Music Festival          | Melhor Filme do Júri                | Coração de Cowboy                          | Indicado  |      |
| 2018 | Scruffy City Film & Music Festival          | Melhor Filme do Voto Popular        | Coração de Cowboy                          | Venceu    |      |
| 2018 | South Texas International Film Festival     | Melhor Filme                        | Coração de Cowboy                          | Indicado  |      |
| 2019 | Glendale International Film Festival        | Melhor Filme Estrangeiro            | Coração de Cowboy                          | Venceu    |      |
| 2019 | Glendale International Film Festival        | Melhor Diretor de Filme Estrangeiro | Gui Pereira                                | Venceu    |      |
| 2019 | Global Music Awards (GMA)                   | Melhor Trilha Sonora Original       | Lucas Lima                                 | Venceu    |      |
| 2019 | Moscow Indie Film Festival                  | Melhor Diretor                      | Gui Pereira                                | Venceu    |      |
| 2019 | Moscow Indie Film Festival                  | Melhor Trilha Sonora Original       | Lucas Lima                                 | Venceu    |      |